# Il n'y a pas d'amour heureux

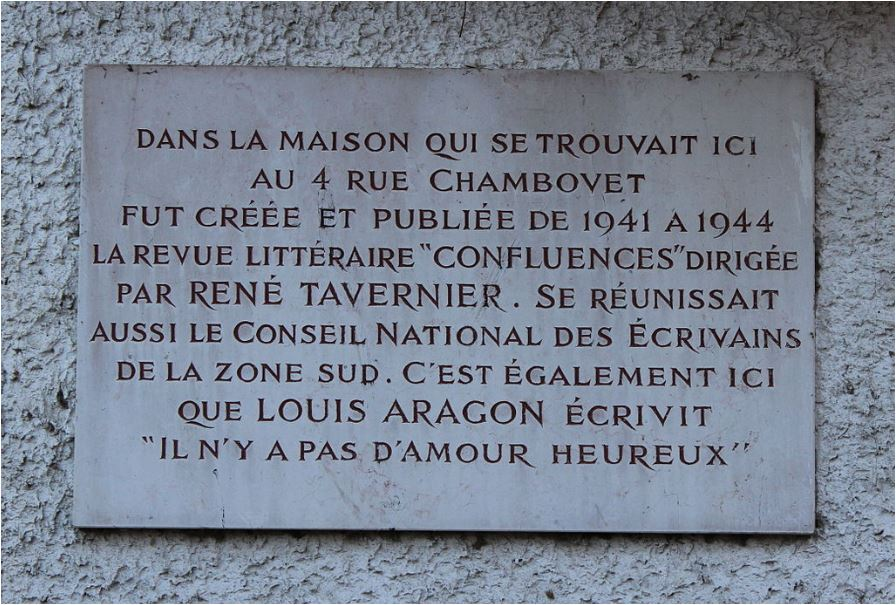
Plaque commémorative mentionnant le lieu d'écriture de ce poème.

Il n'y a pas d'amour heureux est un poème de Louis Aragon, écrit en janvier 1943 et publié dans le recueil La Diane française en 1944. 
L'auteur y exprime sa conception de l'amour comme un absolu inaccessible. Il y fait également de nombreuses références à la Résistance, notamment dans la dernière strophe.

## Histoire

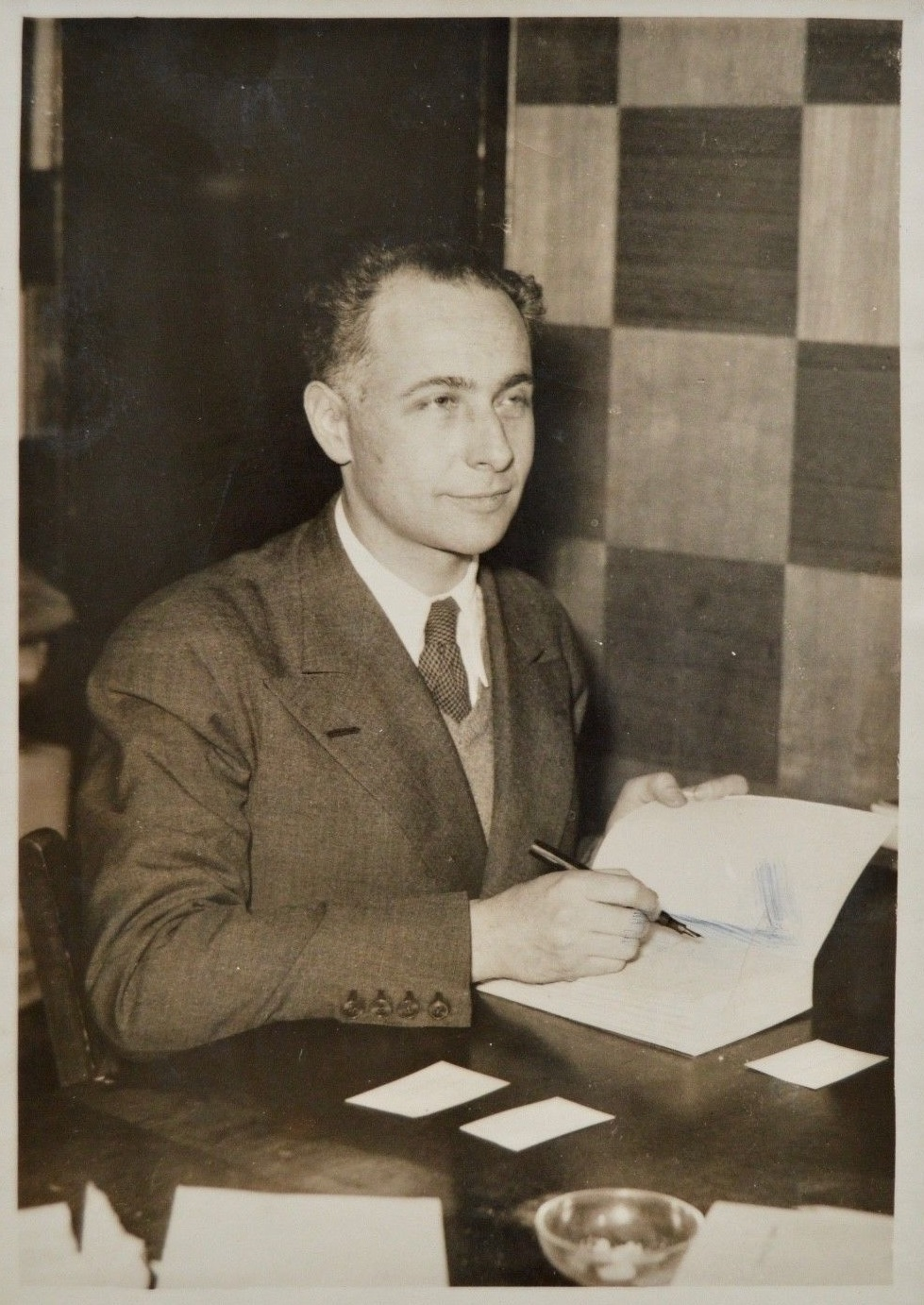
Louis Aragon, auteur du poème, en 1936.

Le poème fut écrit à Montchat, quartier du 3e arrondissement de Lyon, chez un ami d'Aragon, lui aussi poète et résistant, René Tavernier. Celui-ci cachait Aragon et sa compagne, Elsa Triolet, pendant l'Occupation. La maison, aujourd'hui disparue, se trouvait au no 4 de la rue Chambovet, à l'emplacement de l'actuel parc Chambovet, où une plaque commémorative garde depuis 1993 le souvenir du lieu d'écriture du poème.
Dans un entretien avec Francis Crémieux diffusé le 28 décembre 1963 sur la RTF, Aragon a expliqué qu'à l'époque où il a écrit le poème, Elsa voulait le quitter en raison d'une règle dans la Résistance selon laquelle un couple opérant dans ces mouvements ne pouvait pas continuer à vivre ensemble, pour des raisons de sécurité en cas d'arrestation,,.
Le manuscrit du poème a été présenté en 1972 lors d'une exposition sur Elsa Triolet à la Bibliothèque nationale. Néanmoins le fils de René Tavernier, Bertrand Tavernier, raconte que le manuscrit original est toujours en la possession de son père, et que c'est un autre manuscrit qui a été exposé à la Bibliothèque nationale. En effet, le poème a été dédicacé à sa mère Geneviève,, et selon celle-ci, Aragon a fait un deuxième manuscrit après la guerre car la dédicace avait provoqué une scène de ménage avec Elsa,. Un fac-similé du manuscrit de René Tavernier a été publié en 2010 dans la revue La Règle du jeu.

## Mise en musique par Georges Brassens
Ce poème, amputé de sa dernière strophe et ayant fait l'objet de changements mineurs, est mis en musique et enregistré par Georges Brassens en 1953. Brassens utilise la même mélodie pour mettre en musique un autre poème, La Prière de Francis Jammes, un écrivain catholique, ce qui offusquera Aragon en raison de son engagement communiste,. 
Aragon estimait également que cette amputation était un contresens qui changeait toute la signification de son texte, poème de résistance et non simple chanson d'amour. 
Catherine Sauvage enregistre en 1955, sur la musique de Brassens, une version qui en réintègre la strophe amputée.

### Reprises
La chanson a été reprise par de nombreux artistes : 
- Jacques Douai, sur l'album Récital No 2 en 1955[16] ;
- Barbara, sur l'album Barbara chante Brassens en 1960 ;
- Monique Morelli, sur l'album Chansons d'Aragon en 1961 ;
- Françoise Hardy, sur l'album Ma jeunesse fout le camp… en 1967 ;
- Hélène Martin, sur l'album Elsa - Aragon : Le Chemin Des Oiseaux en 1971[17] ;
- Marc Ogeret, sur l'album Ogeret chante Aragon en 1974[18] ;
- Arsen Dedić (en), sur l'album Kantautor en 1985, adapté en croate sous le titre Nema Sretne Ljubavi[19] ;
- Nina Simone[20], en français, sur l'album A Single Woman en 1993[21] ;
- Keren Ann, sur l'album Les Oiseaux de passage en 2001 ;
- Danielle Darrieux, dans le film Huit Femmes en 2002[22] ;
- Youssou N'Dour sur l'album Coono du Réér [23] (Nothing's In Vain[24]) en 2002 ;
- Élodie Frégé, en direct sur Direct 8 le 27 novembre 2006[réf. souhaitée] ;
- Malek, sur l'album Lhssad en 2008 ;
- Georges Chelon, sur l'album Georges Chelon chante Brassens en 2013[25] ;
- Arthur Teboul, sur l'album Piano Voix en 2024, avec Baptiste Trotignon au piano[26] ;
- Hugues Aufray.

## Texte du poème
- poesie-francaise.fr